# Loveless (Lc5の曲)
「Loveless」（ラブレス）は、Lc5のメジャーデビューシングル。2010年9月15日にソニー・ミュージックレコーズから発売された。

## 概要
- 女性目線の儚い恋愛をうたった曲。
- 初回生産限定盤（CD+DVD盤、CD+フォトブック盤）、Lc盤（通常盤）の3タイプで販売された。
- 限定盤には、デビューまでの軌跡を追う秘蔵ドキュメンタリーを収録したDVD、24ページにわたるスペシャルフォトブックがそれぞれついている。

## 収録曲
1. Loveless
作詞：miku、作曲：Aki
2. Lc5〜love & crash〜
作詞：miku・夢時、作曲：Aki
3. TELL ME!! from "Live Crash #1" at SHIBUYA CLUB QUATTRO （Lc盤のみ収録）

### DVD
- 初回生産限定盤（CD+DVD） Documentary #1